# Josef Benedikt Engl
Joseph Benedikt Engl (* 2. Juli 1867 in Schallmoos bei Salzburg; † 25. August 1907 in München) war ein deutscher Kunstgewerbler, Karikaturist und Illustrator.

## Leben
Joseph Benedikt Engl war der Sohn eines Lokomotiv-Heizers der Königlich Bayerischen Staatseisenbahnen; die Mutter stammte aus dem österreichischen Innviertel. Geboren wurde er in der Nähe von Salzburg in Österreich, verbrachte seine Kindheit und Jugend jedoch in München, wo er zeitlebens niedergelassen war. Nachdem er eine zweijährige Ausbildung zum Lithografen durchlaufen hatte, besuchte er ab 1885 die Königliche Kunstgewerbeschule München und verdiente sich seinen Lebensunterhalt als Entwerfer und Hersteller von Reiseandenken, Zeichner von Stadtansichten und Reklame sowie 1888 als Mitarbeiter bei volkstümlichen Witzblättern, wie der Zeitschrift Automobil- und Radfahrer-Humor. 1894 lieferte er seine erste Zeichnung für die berühmte Zeitschrift Fliegende Blätter des Münchner Verlags Braun & Schneider. Ab 1896 arbeitete er für das im selben Jahr von Albert Langen gegründete Satireblatt Simplicissimus, unter anderem mit Thomas Theodor Heine aus Leipzig, Ferdinand von Rezniček aus Wien, Rudolf Wilke aus Braunschweig und – ab 1906 – Olaf Gulbransson aus Christiania (heute Oslo). Engl war damit der einzige „Ur-Münchner“ unter den Stamm-Zeichnern im Simplizissimus; vom ersten Jahrgang bis zu seinem frühen Tod arbeitete er als ständiger Mitarbeiter bei der illustrierten Wochenschrift. Er schuf unzählige Karikaturen und Textillustrationen und war unter anderem auch der Schöpfer des Logos der Kessler Sekt GmbH & Co. KG.
Um 1890 heiratete Engl die um zwei Jahre jüngere Margarete Fritzmann (1869–1917). Am 6. August 1893 wurde Sohn Josef in München geboren, der sich als Pionier des Tonfilms einen Namen machte. Durch die Folgen eines Unfalls während seiner Militärzeit stark behindert, wurde Engl vorzeitig entlassen. Er starb kurz darauf, erst 40 Jahre alt.

## Werke

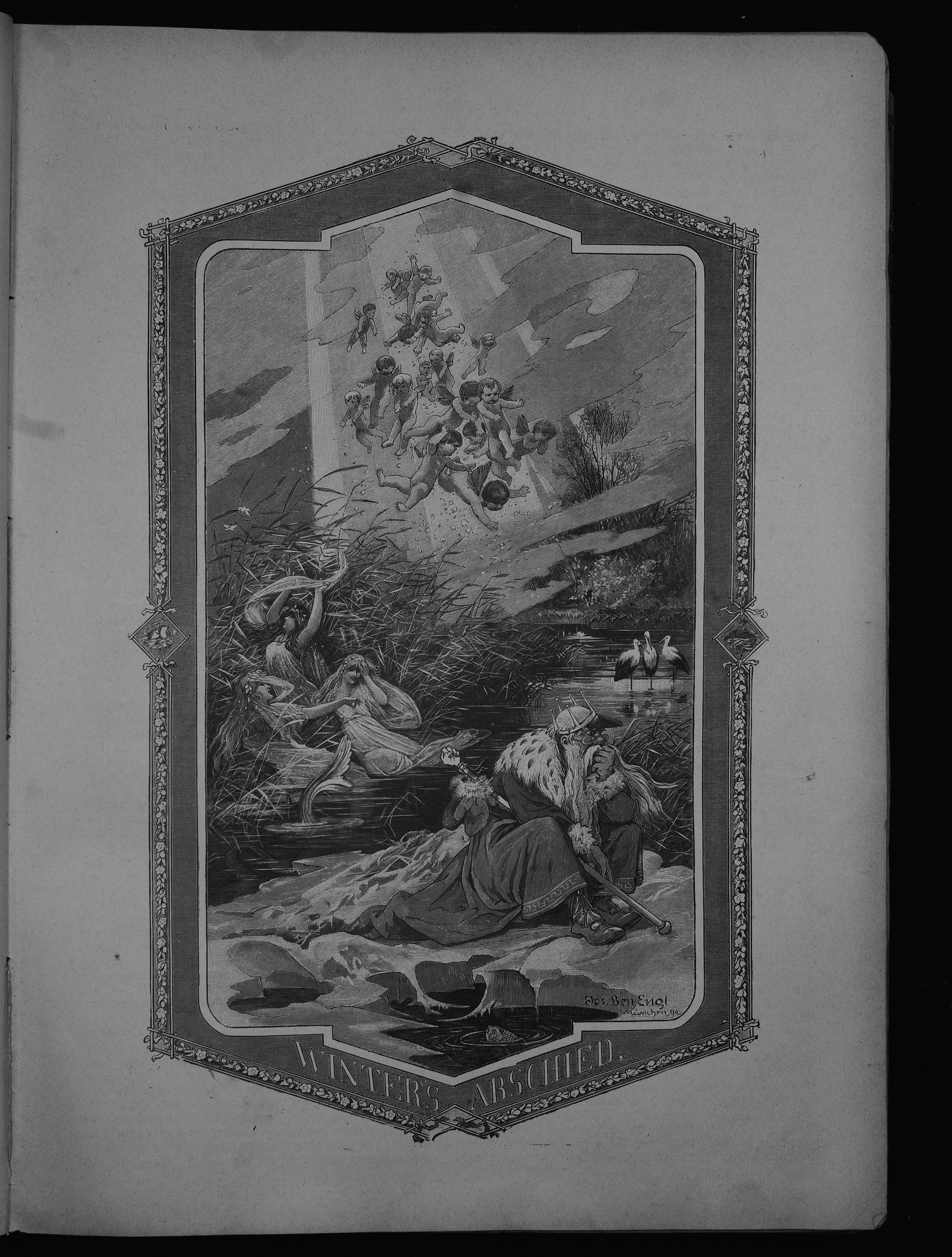
„Winters Abschied“; in: Die Gartenlaube, 1894
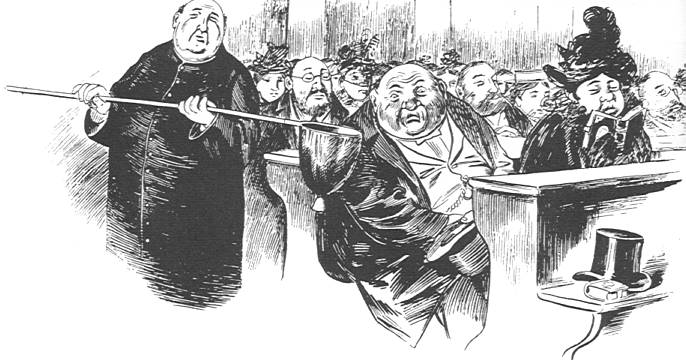
Der Zentrumsmann
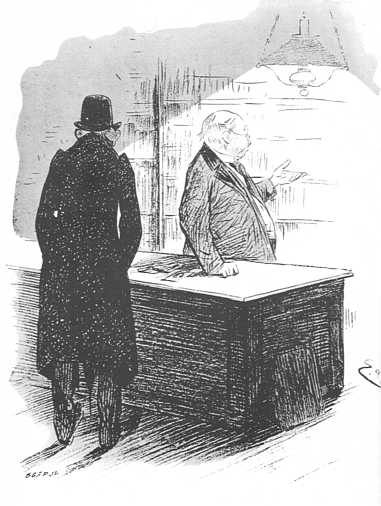
Aus der Praxis eines Heiligen
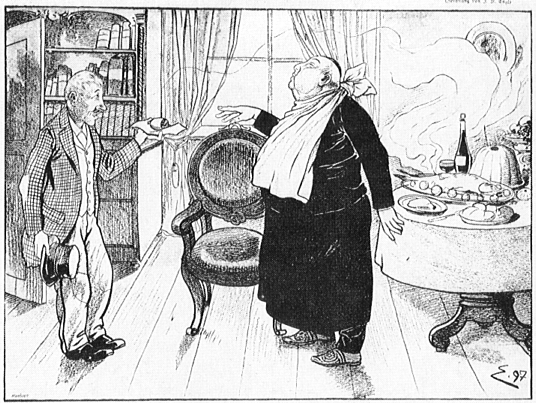
Abgewinkt
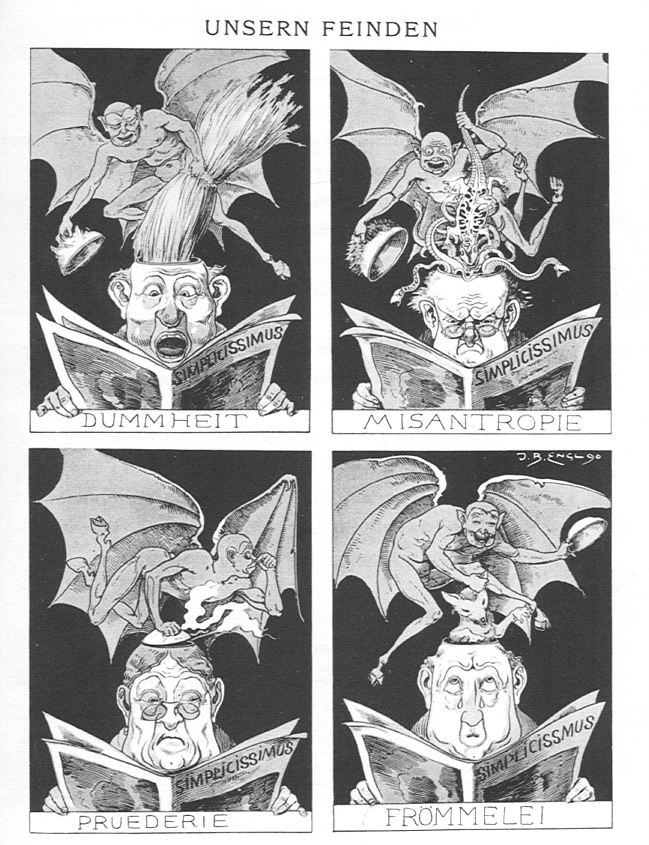
Unsern Feinden
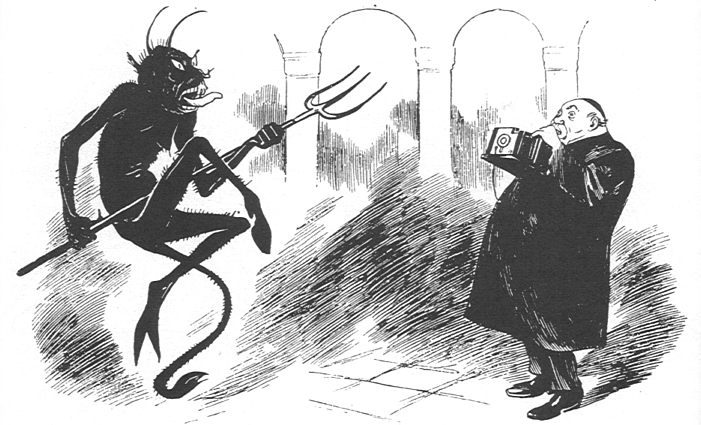
Ein guter Gedanke
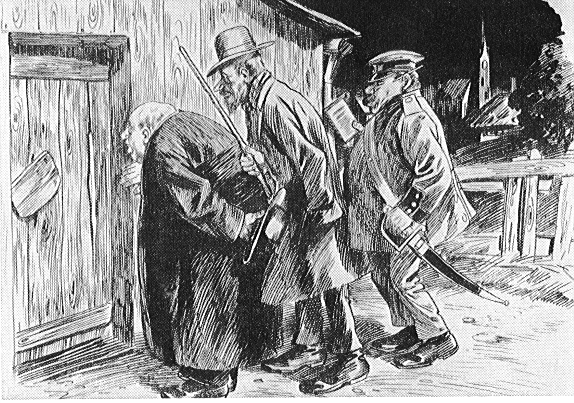
Der geheime Tanzboden
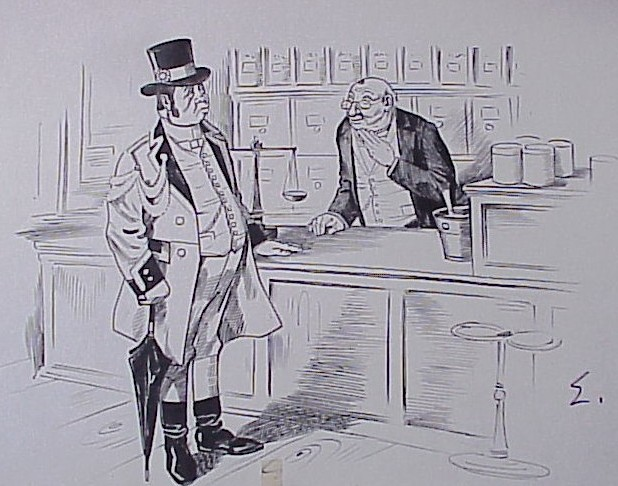
Der Landapotheker
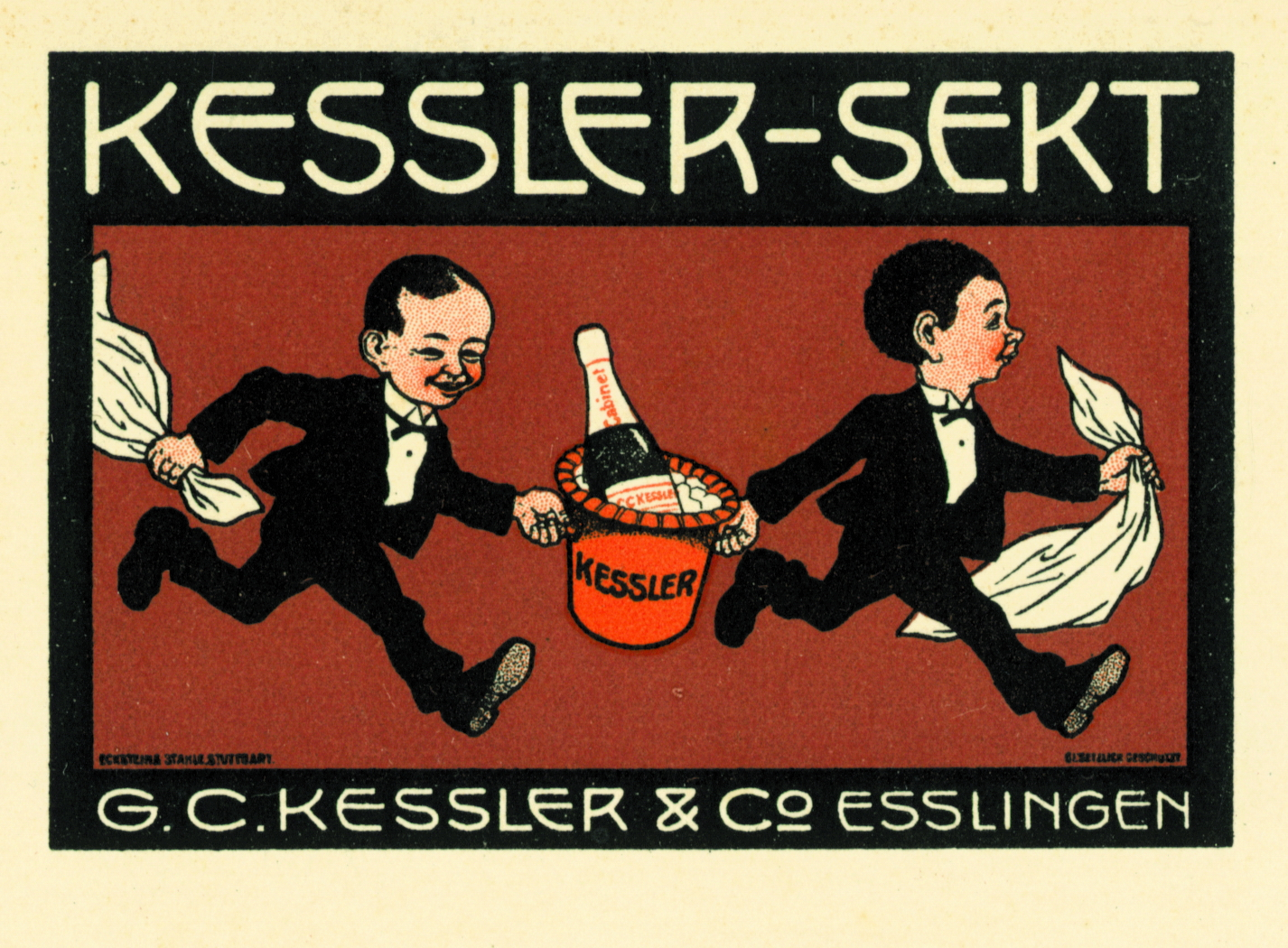
Die Kessler-Piccolos